# 누메아 라 톤투타 국제공항
라 톤투타 국제공항(영어: La Tontouta International Airport) 또는 누메아 라 톤투타 국제공항(영어: Nouméa-La Tontouta International Airport, 프랑스어: Aéroport de Nouméa-La Tontouta, IATA: NOU, ICAO: NWWW)은 누벨칼레도니의 유일한 국제공항으로 수도 누메아에서 북서쪽으로 52km 떨어진 파이타에 위치한다. 2006년에 415,813명의 승객들이 이 공항을 이용했다.

## 운항 노선
- 가나다 순

| 항공사        | 목적지                                                   |
| ------------- | -------------------------------------------------------- |
| 에어 뉴질랜드 | 오클랜드                                                 |
| 에어 바누아투 | 포트빌라                                                 |
| 에어칼린      | 시드니, 오클랜드, 브리즈번, 오사카(간사이), 도쿄(나리타) |
| 콴타스 항공   | 브리즈번, 시드니                                         |
| 에어 뉴질랜드 | 오클랜드                                                 |

## 내부 시설
- 공항 내부의 BCI 은행에서 한화를 CFP 프랑으로 환전할 수 있다. 작은 기념품 가게도 있다.

## 같이 보기
- 누메아 마겐타 공항